# Drametse
Drametse (bhutanisch དགྲ་མེད་རྩེ་།, auch Dametsi oder Dramitse) ist eine Stadt im Gewog Drametse im östlichen Teil des Mongar-Distrikts im Osten Bhutans.
Bei der Volkszählung 2005 betrug die Einwohnerzahl 541.
Es liegt auf einem Hügel gegenüber der Stadt Trashigang.
In der Stadt befindet sich das Drametse-Kloster, das die Heimat des von Khedup Kuenga Wangpo ins Leben gerufenen Drametse Ngacham oder „Maskentanz der Trommeln“ ist,
und der Sitz von Peling Sungtrul in Bhutan, der als sprachliche Inkarnation von Pema Lingpa verehrt wird.